# Semiconductor
Un semiconductor es un elemento que se comporta o bien como un conductor o bien como un aislante dependiendo de diversos factores, por ejemplo: el campo eléctrico o magnético, la presión, la radiación que le incide, o la temperatura del ambiente en el que se encuentre. Los elementos químicos semiconductores de la tabla periódica se indican en la tabla adjunta.
| Elemento      | Grupo | Electrones de la última capa |
| ------------- | ----- | ---------------------------- |
| Cd            | 12    | 2                            |
| Al, Ga, B, In | 13    | 3                            |
| Si, C, Ge     | 14    | 4                            |
| P, As, Sb     | 15    | 5                            |
| Se, Te, (S)   | 16    | 6                            |

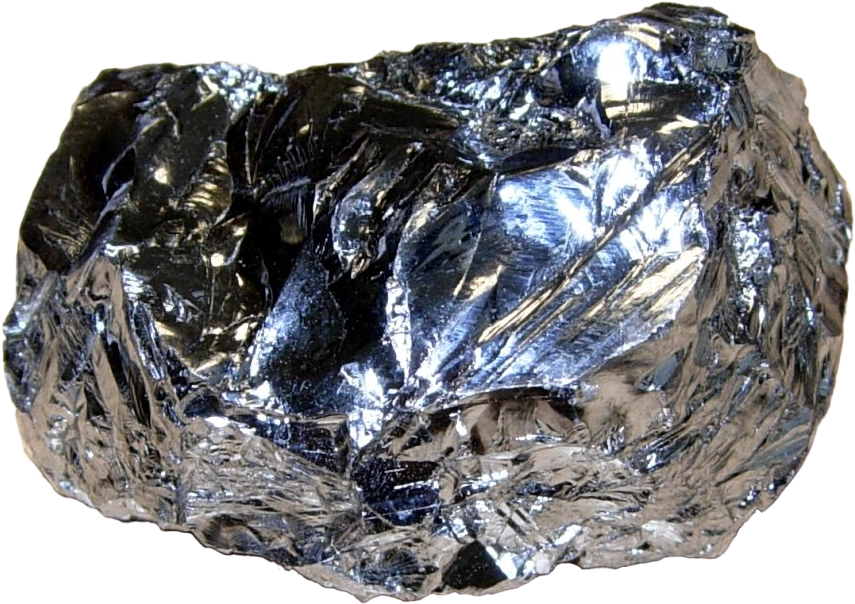
Silicio purificado, un semiconductor

El elemento semiconductor más usado es el silicio, seguido del germanio, aunque presentan un idéntico comportamiento las combinaciones de elementos de los grupos 12 y 13 con los de los grupos 16 y 15 respectivamente (galio-arsénico, fósforo-indio, arsénico-galio-aluminio, telurio-cadmio, selenio-cadmio y azufre-cadmio). Posteriormente se ha comenzado a emplear también el azufre. La característica común a todos ellos es que son tetravalentes, teniendo el silicio una configuración electrónica s2p2.
Los dispositivos semiconductores pueden presentar una serie de propiedades útiles, como pasar la corriente más fácilmente en una dirección que en otra, mostrar una resistencia variable y ser sensibles a la luz o al calor. Dado que las propiedades eléctricas de un material semiconductor pueden modificarse mediante el dopaje o la aplicación de campos eléctricos o luz, los dispositivos fabricados con semiconductores pueden utilizarse para la amplificación, la conmutación y la conversión de energía.
La conductividad del silicio se aumenta añadiendo una pequeña cantidad (del orden de 1 a 108) de átomos pentavalentes (antimonio, fósforo o arsénico) o trivalentes (boro, galio, indio). Este proceso se conoce como dopaje y los semiconductores resultantes se conocen como semiconductores dopados o extrínsecos. Aparte del dopaje, la conductividad de un semiconductor puede mejorarse aumentando su temperatura. Esto es contrario al comportamiento de un metal en el que la conductividad disminuye con el aumento de la temperatura.
La comprensión moderna de las propiedades de un semiconductor se basa en la física cuántica para explicar el movimiento de los portadores de carga en una red cristalina. El dopaje aumenta en gran medida el número de portadores de carga dentro del cristal. Cuando un semiconductor dopado contiene huecos libres se denomina tipo p, y cuando contiene electrones libres se conoce como tipo n. Los materiales semiconductores utilizados en los dispositivos electrónicos se dopan en condiciones precisas para controlar la concentración y las regiones de los dopantes de tipo p y n. Un solo cristal de dispositivo semiconductor puede tener muchas regiones de tipo p y n; las uniones p-n entre estas regiones son las responsables del comportamiento electrónico útil. Utilizando una sonda de punto caliente, se puede determinar rápidamente si una muestra de semiconductor es de tipo p o n.
Algunas de las propiedades de los materiales semiconductores se observaron a mediados del siglo XIX y en las primeras décadas del siglo XX. La primera aplicación práctica de los semiconductores en electrónica fue el desarrollo en 1904 del detector de bigotes de gato, un primitivo diodo semiconductor utilizado en los primeros receptores de radio. Los avances de la física cuántica condujeron a su vez a la invención del transistor en 1947, el circuito integrado en 1958 y el MOSFET (transistor de efecto de campo de metal-óxido-semiconductor) en 1959.

### Información general
1. Los materiales semiconductores provienen de diferentes grupos de la tabla periódica, sin embargo, comparten ciertas similitudes.
2. Las propiedades del material semiconductor están relacionados con sus características atómicas, y cambian de un grupo a otro.
3. Los investigadores y los diseñadores se aprovechan de estas diferencias para mejorar el diseño y elegir el material óptimo para una aplicación PV.[6]

## Historia de los semiconductores
Los semiconductores reemplazaron a los tradicionales tubos eléctricos en la industria desde mediados del siglo XX, gracias a qué estos presentaban muchas mejoras, tales como la minimización de tamaño, consumo de energía y costo, así como la maximización de la durabilidad y confiabilidad; lo que significó una revolución en el sector de la electrónica y la informática.
En 1782 el término semiconductor fue utilizado por primera vez por Alessandro Volta, y la primera observación documentada sobre el efecto producido por los semiconductores fue la de Michael Faraday en el año de 1833, quien notó que el sulfuro de plata disminuía su resistencia si la temperatura bajaba, a diferencia de lo que se había observado en los metales. Sobre esto se publicó un extenso análisis en 1851, en donde se hablaba de la dependencia de la conductividad eléctrica del sulfuro de plata y el sulfuro de cobre(I).
En 1878 Edwin Herbert Hall descubrió que los portadores de carga eléctrica en sólidos son desviados del campo magnético, este fenómeno fue conocido con el nombre de efecto Hall, y fue utilizado posteriormente para estudiar las propiedades de los semiconductores.
Unos años después del descubrimiento de Hall, en 1905, otro físico, John Ambrose Fleming se sumergió en la búsqueda de un detector de señales eléctricas y desarrolló el diodo de vacío, lo que se conoce hoy en día como el primer dispositivo electrónico. Poco tiempo después, más específicamente en 1907 Lee de Forest inventó el triodo, un dispositivo que no solo detectaba señales eléctricas, sino que también era capaz de amplificar señales tan solo añadiendo un tercer electrodo a la válvula.
Hacia 1915 aproximadamente se comienza a usar el cristal de galena como detector de señales, y a principios de los años 20 se empiezan a utilizar los rectificadores de selenio y de óxido de cobre y a su vez, las válvulas de radio sustituyen el detector de cristal.
Entre 1920 y 1940, por un lado se desarrolla el tetrodo y el pentodo, y los físicos elaboran teorías que explican algunos de los fenómenos descubiertos hasta entonces.
En 1923 el físico alemán Walter H. Schottky publica la teoría de los rectificadores secos, esta es la primera contribución al estudio teórico de los semiconductores. En esta teoría se aprecia que el uso de la mecánica cuántica resulta indispensable.
En 1928 Vladimir Zworykin desarrolla un dispositivo capaz de transformar una imagen óptica en una corriente eléctrica: el iconoscopio. Poco después este tubo sufre modificaciones y así se obtiene el tubo disector de imagen, en el cual la imagen se consigue a base de presentarla línea a línea en lugar de punto a punto. En 1945 la televisión se empieza a comerciar en Norteamérica.
La industria electrónica se desarrolla vertiginosamente y surgen técnicas de miniaturización y empleo de materiales robustos y ligeros en los dispositivos electrónicos.
En 1947 John Bardeen, Walter Brattain y William Shockley, elaboraron el primer transistor, el cual estaba constituido de germanio con algunos contactos eléctricos sobrepuestos, el cual mejoró el funcionamiento de la válvula termoiónica usada como instrumento de control, amplificación y generación de señales electrónicas, gracias a estos aportes fueron acreedores al Premio Nobel en el año 1956.

## Propiedades

### Conductividad eléctrica variable
Los semiconductores en su estado natural son malos conductores porque una corriente requiere el flujo de electrones, y los semiconductores tienen sus bandas de valencia llenas, impidiendo todo el flujo de nuevos electrones. Varias técnicas desarrolladas permiten que los materiales semiconductores se comporten como materiales conductores, como el dopaje o el gating. Estas modificaciones tienen dos resultados: tipo n y tipo p. Se refieren al exceso o a la escasez de electrones, respectivamente. Un número desequilibrado de electrones provocaría el paso de una corriente a través del material.

### Heterouniones
Las heterouniones se producen cuando se unen dos materiales semiconductores con dopaje diferente. Por ejemplo, una configuración podría consistir en germanio dopado con p y dopado con n. Esto da lugar a un intercambio de electrones y huecos entre los materiales semiconductores con diferentes dopajes. El germanio dopado con n tendría un exceso de electrones y el germanio dopado con p tendría un exceso de huecos. La transferencia se produce hasta que se alcanza un equilibrio mediante un proceso llamado recombinación, que hace que los electrones que migran del tipo n entren en contacto con los huecos que migran del tipo p. El resultado de este proceso es una estrecha franja de iones inmóviles, que provoca un campo eléctrico a través de la unión.

### Electrones excitados
Una diferencia de potencial eléctrico en un material semiconductor hace que éste abandone el equilibrio térmico y cree una situación de no equilibrio. Esto introduce electrones y huecos en el sistema, que interactúan mediante un proceso llamado difusión ambipolar. Siempre que se altera el equilibrio térmico en un material semiconductor, cambia el número de huecos y electrones. Estas alteraciones pueden producirse como resultado de una diferencia de temperatura o de fotones, que pueden entrar en el sistema y crear electrones y huecos. El proceso de creación y aniquilación de electrones y huecos se denomina generación y recombinación, respectivamente.

### Emisión de luz
En ciertos semiconductores, los electrones excitados pueden relajarse emitiendo luz en lugar de producir calor. Estos semiconductores se utilizan en la construcción de diodos emisores de luz y puntos cuánticos fluorescentes.

### Alta conductividad térmica
Los semiconductores con alta conductividad térmica pueden utilizarse para disipar el calor y mejorar la gestión térmica de la electrónica.

### Conversión de energía térmica
Los semiconductores tienen grandes factores de potencia termoeléctrica que los hacen útiles en los generadores termoeléctricos, así como altas figuras de mérito termoeléctricas que los hacen útiles en los refrigeradores termoeléctricos.

## Física de los semiconductores

### Bandas de energía y conducción eléctrica
Las diferencias entre los distintos materiales pueden entenderse en términos de los estados cuánticos de los electrones, cada uno de los cuales puede contener cero o un electrón, por el principio de exclusión de Pauli. Estos estados están asociados a la estructura de banda electrónica del material. La conductividad eléctrica surge debido a la presencia de electrones en estados deslocalizados que se extienden por el material, sin embargo, para transportar electrones un estado debe estar parcialmente lleno, conteniendo un electrón solo una parte del tiempo. Si el estado está siempre ocupado con un electrón, entonces es inerte, bloqueando el paso de otros electrones a través de ese estado. Las energías de estos estados cuánticos son críticas, ya que un estado está parcialmente ocupado solo si su energía está cerca del nivel de Fermi.
La alta conductividad de un material se debe a que tiene muchos estados parcialmente llenos y mucha deslocalización de estados. Los metales son buenos conductores eléctricos y tienen muchos estados parcialmente llenos con energías cercanas a su nivel de Fermi. Los aislantes, por el contrario, tienen pocos estados parcialmente llenos, sus niveles de Fermi se sitúan dentro de huecos de banda con pocos estados de energía que ocupar. 
Para los semiconductores son interesantes las energías de los electrones de valencia (los más exteriores y más afectados por la proximidad de otros átomos cuando forman un sólido), pero no en el caso de un átomo aislado, sino cuando estos átomos forman un sólido. El cálculo de estas energías así como el desglose de los niveles energéticos de los átomos aislados en bandas de energía cuando estos átomos forman un sólido, es competencia de la Mecánica Cuántica. 
En el caso de un semiconductor intrínseco, a temperaturas muy bajas (cuando todos los electrones de valencia se encuentran ligados a sus enlaces covalentes correspondientes), los electrones de valencia se encuentran en una banda conocida como banda de valencia que se encuentra totalmente ocupada.  La banda superior de estados permitidos se conoce con el nombre de banda de conducción” que, en este caso, está totalmente vacía ya que, de momento, no disponemos de portadores libres que pueden moverse por el cristal. Entre ambas, existe una banda de estados no permitidos denominada banda prohibida o gap de energías.  En este caso sólo disponemos del movimiento de electrones ligados
entre enlaces covalentes, pero los electrones se van a mover en cualquier sentido por lo que el movimiento neto es nulo. Es decir, en una banda totalmente ocupada es imposible obtener un movimiento resultante. De ahí que a dichas temperaturas los semiconductores se comportan como aislantes. Si aumentamos la temperatura, aumenta el movimiento aleatorio de agitación térmica pudiéndose romper algunos enlaces covalentes y se crean pares (electrón, hueco).
El modelo de bandas de energía se puede aplicar a todos los materiales. La diferencia entre un metal, aislante o semiconductor radica en el número de portadores libres de los que se puede disponer a una misma temperatura:
- En los aislantes la banda prohibida es muy grande, de ahí que a temperatura de ambiente se disponga de muy pocos portadores libres, por lo que son malos conductores.
- En los metales, con bandas prohibidas muy estrechas o inexistentes (las bandas de valencia y de conducción pueden incluso superponerse), prácticamente siempre disponemos de portadores libres formando una nube electrónica que se puede mover libremente a través de todo el cristal. El número de electrones que se mueven en un sentido es estadísticamente igual a los que lo hacen en sentido contrario. Por tanto, no habrá un movimiento neto de carga y por lo tanto no habrá corriente eléctrica.
- En los semiconductores pasa algo intermedio. A temperatura ambiente es posible disponer de una cantidad moderada de portadores libres porque su gap energético no es excesivo.

Para los semiconductores n hay que considerar que un átomo de impureza donadora posee un quinto electrón ligado a él que no se encuentra en ningún enlace covalente pero que tampoco tiene libertad para deambular libremente por el cristal. Es decir, este quinto electrón posee una energía que no pertenece ni a la banda de valencia ni a la banda de conducción del semiconductor puro. Está en nivel de energía muy cerca de la banda de conducción. Sin embargo, si suministramos una pequeña cantidad de energía es capaz de convertirse en un portador libre. En los  semiconductores p pasa algo similar. El estado energético del electrón del enlace covalente no completo se situará muy próximo a la banda de valencia de forma que a nada que se aporte energía puedan pasar con facilidad electrón de la banda de valencia.
Algunos materiales semiconductores de banda ancha se denominan a veces semiinsuladores. Cuando no están dopados, tienen una conductividad eléctrica más cercana a la de los aislantes eléctricos, pero pueden doparse, lo que los hace tan útiles como los semiconductores. Los semiinsuladores tienen aplicaciones especializadas en microelectrónica, como los sustratos para HEMT. Un ejemplo de semiinsulador común es el arseniuro de galio. Algunos materiales, como el dióxido de titanio, pueden incluso utilizarse como materiales aislantes para algunas aplicaciones, mientras se tratan como semiconductores de brecha ancha para otras.
Si aplicamos un campo eléctrico exterior a un metal aparecerá una corriente de desplazamiento. Un aumento de la temperatura provocará un aumento del número de choques que en su movimiento tienen los electrones, esto se traducirá en una disminución de la velocidad neta de los mismos, con lo cual la intensidad de corriente disminuirá. Si aplicamos un campo eléctrico en un semiconductor, sucede algo similar. Los electrones libres se moverán como respuesta a la acción del campo aplicado. Sin embargo, en un semiconductor y, a diferencia de los metales, tenemos otro tipo de portadores que son los huecos , de forma que cuando aplicamos un campo eléctrico tendremos un movimiento de electrones en dirección contraria al campo y un movimiento de huecos en la misma dirección del campo. Es decir, la corriente de arrastre tendrá dos componentes, una debida al movimiento de los electrones y otra debida al movimiento de los huecos. A este proceso se le llama conducción por arrastre.
Por otra parte, si tenemos un semiconductor dopado de forma no uniforme (lo cual es muy habitual) tendremos una
conducción por difusión. La corriente de difusión es la corriente de portadores que aparece en un semiconductor cuando existe una variación espacial de la concentración de estos portadores. Los portadores, en estos casos, tienden a moverse en un sentido determinado siempre desde las zonas de más concentración hacia las de baja concentración con el fin de homogeneizar su concentración. Se dice que los portadores se difunden.
En un semiconductor la corriente total será la suma de las corrientes debidas al movimiento de los dos tipos de portadores presentes (huecos y electrones). Y estas corrientes podrán ser de arrastre (debidas a la aplicación de un campo eléctrico) y de difusión (debidas a un gradiente de impurezas). Si en un semiconductor aumentamos la temperatura, se aumenta la generación de pares (electrón,hueco) debido a la agitación térmica. Por tanto, si aumenta el número de portadores, también aumentará la corriente.

### Portadores de carga (electronesyhuecos)
El llenado parcial de los estados en la parte inferior de la banda de conducción puede entenderse como la adición de electrones a dicha banda. Los electrones no permanecen indefinidamente debido a la recombinación térmica natural, pero pueden desplazarse durante algún tiempo. La concentración real de electrones suele ser muy diluida, por lo que, a diferencia de los metales, es posible pensar en los electrones de la banda de conducción de un semiconductor como una especie de gas ideal clásico, en el que los electrones vuelan libremente sin estar sujetos al principio de exclusión de Pauli. En la mayoría de los semiconductores, las bandas de conducción tienen una relación de dispersión parabólica, por lo que estos electrones responden a las fuerzas (campo eléctrico, campo magnético, etc.) de forma muy parecida a como lo harían en el vacío, aunque con una masa efectiva diferente. Dado que los electrones se comportan como un gas ideal, también se puede pensar en la conducción en términos muy simplistas, como el modelo de Drude, e introducir conceptos como la movilidad de los electrones.
Para el llenado parcial en la parte superior de la banda de valencia, es útil introducir el concepto de agujero electrónico. Aunque los electrones de la banda de valencia están siempre en movimiento, una banda de valencia completamente llena es inerte, no conduce ninguna corriente. Si se saca un electrón de la banda de valencia, la trayectoria que normalmente habría seguido el electrón pierde ahora su carga. Para los fines de la corriente eléctrica, esta combinación de la banda de valencia completa, menos el electrón, puede convertirse en una imagen de una banda completamente vacía que contiene una partícula cargada positivamente que se mueve de la misma manera que el electrón. Combinado con la masa efectiva negativa de los electrones en la parte superior de la banda de valencia, llegamos a una imagen de una partícula cargada positivamente que responde a los campos eléctricos y magnéticos igual que lo haría una partícula normal cargada positivamente en el vacío, de nuevo con alguna masa efectiva positiva. Esta partícula se llama agujero, y la colección de agujeros en la banda de valencia puede entenderse de nuevo en términos clásicos simples (como con los electrones en la banda de conducción).

#### Generación de portadores y recombinación
Cuando la radiación ionizante incide en un semiconductor, puede excitar un electrón fuera de su nivel de energía y, en consecuencia, dejar un hueco. Este proceso se conoce como generación de pares electrón-hueco. Los pares electrón-hueco también se generan constantemente a partir de la energía térmica, en ausencia de cualquier fuente de energía externa.
Los pares electrón-hueco también son aptos para recombinarse. La conservación de la energía exige que estos eventos de recombinación, en los que un electrón pierde una cantidad de energía mayor que la brecha de banda, vayan acompañados de la emisión de energía térmica o de radiación, en ambos casos en forma de fotones).
En algunos estados, la generación y recombinación de pares electrón-hueco están en equilibrio. El número de pares electrón-hueco en el estado estacionario a una temperatura dada está determinado por la mecánica estadística cuántica. Los mecanismos mecánicos cuánticos precisos de generación y recombinación se rigen por la conservación de la energía y la conservación del momento.
Dado que la probabilidad de que los electrones y los huecos se reúnan es proporcional al producto de sus números, el producto es en el estado estacionario casi constante a una temperatura determinada, siempre que no haya un campo eléctrico significativo, que podría "tirar" portadores de ambos tipos, o moverlos desde regiones vecinas que contengan más de ellos para que se reúnan, o una generación de pares impulsada externamente. El producto es una función de la temperatura, ya que la probabilidad de obtener suficiente energía térmica para producir un par aumenta con la temperatura, siendo aproximadamente exp(−EG/kT), donde k es la constante de Boltzmann, T es la temperatura absoluta y EG es la banda prohibida.
La probabilidad de encuentro se ve incrementada por las trampas de portadores, impurezas o dislocaciones que pueden atrapar un electrón o un agujero y retenerlo hasta que se complete el par. Estas trampas de portadores se añaden a veces a propósito para reducir el tiempo necesario para alcanzar el estado estacionario.

### Dopaje
La conductividad de los semiconductores puede modificarse fácilmente introduciendo impurezas en su red cristalina. El proceso de añadir impurezas controladas a un semiconductor se conoce como dopaje. La cantidad de impureza, o dopante, añadida a un intrínseco (puro) varía su nivel de conductividad. Los semiconductores dopados se denominan extrínseco. Añadiendo impurezas a los semiconductores puros, la conductividad eléctrica puede variar en factores de miles o millones.
Una muestra de 1 cm3 de un metal o semiconductor tiene el orden de 1022 átomos. En un metal, cada átomo dona al menos un electrón libre para la conducción, por lo que 1 cm3 de metal contiene del orden de 1022 electrones libres, mientras que una muestra de 1 cm3 de germanio puro a 20 °C contiene unos 4,2 < e < 22 átomos, pero solo para 2,5 < e < 13 electrones libres y 2,5 < e < 13 huecos. La adición de 0,001 % de arsénico (una impureza) dona un extra de 1017 electrones libres en el mismo volumen y la conductividad eléctrica se incrementa en un factor de 10 000.
Los materiales elegidos como dopantes adecuados dependen de las propiedades atómicas tanto del dopante como del material a dopar. En general, los dopantes que producen los cambios controlados deseados se clasifican como aceptantes o donantes. Los semiconductores dopados con impurezas donantes se denominan tipo n, mientras que los dopados con impurezas aceptantes se conocen como tipo p. Las designaciones de tipo n y p indican qué portador de carga actúa como portador mayoritario del material. El portador opuesto se denomina portador minoritario, que existe debido a la excitación térmica en una concentración mucho menor en comparación con el portador mayoritario.
Por ejemplo, el semiconductor puro silicio tiene cuatro electrones de valencia que enlazan cada átomo de silicio con sus vecinos. En el silicio, los dopantes más comunes son elementos del grupo III y del grupo V. Todos los elementos del grupo III contienen tres electrones de valencia, por lo que funcionan como aceptores cuando se utilizan para dopar el silicio. Cuando un átomo aceptor sustituye a un átomo de silicio en el cristal, se crea un estado vacante (un "agujero" de electrones), que puede moverse por la red y funcionar como portador de carga. Los elementos del grupo V tienen cinco electrones de valencia, lo que les permite actuar como donantes; la sustitución de estos átomos por silicio crea un electrón libre adicional. Por lo tanto, un cristal de silicio dopado con boro crea un semiconductor de tipo p, mientras que uno dopado con fósforo da lugar a un material de tipo n.
Durante la fabricación, los dopantes pueden difundirse en el cuerpo del semiconductor por contacto con compuestos gaseosos del elemento deseado, o bien puede utilizarse la implantación de iones para posicionar con precisión las regiones dopadas.

### Semiconductores amorfos
Algunos materiales, cuando se enfrían rápidamente a un estado amorfo vítreo, tienen propiedades semiconductoras. Entre ellos se encuentran el boro, silicio, germanio, selenio y teluro, y existen múltiples teorías para explicarlos.

## Tipos de semiconductores

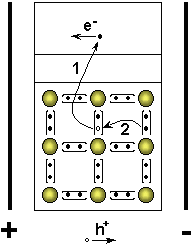
Semiconductor intrínseco

En 1727 Stephen Gray descubrió la diferencia entre conductores y aislantes. Después, el 1821, Georg Simon Ohm publica las leyes que llevan su nombre y que describen la proporcionalidad entre la corriente y el voltaje a un conductor y también es posible determinar la conductividad eléctrica de cualquier objeto.

### Semiconductores intrínsecos
En los cristales de silicio o germanio puro (sin defectos ni elementos extraños) se forma estructura, tetraédrica similar a la del carbono mediante enlaces covalentes entre sus átomos debido a que tanto el Si como el Ge poseen cuatro electrones de valencia. En la figura se representa en el plano por simplicidad.
A una temperatura muy baja el material es aislante, esto es, cuando todos los electrones de valencia permanecen ligados en los enlaces covalentes no disponiéndose, por lo tanto, de cargas libres que puedan moverse por el cristal bajo la presencia de un campo eléctrico externo aplicado.Sin embargo, a temperaturas superiores la vibración térmica de los átomos de la red cristalina da lugar a sacudidas en las que se rompen algunos enlaces covalentes disponiéndose, en tal caso, de cargas libres que pueden moverse por todo el cristal. 
Por tanto, cuando el cristal se encuentra a temperatura ambiente algunos electrones pueden absorber la energía necesaria para saltar a la banda de conducción dejando el correspondiente hueco en la banda de valencia. Las energías requeridas a temperatura ambiente son de 1,12 eV para el silicio y 0,67 eV para el germanio.
El proceso inverso también se produce, de modo que los electrones en las proximidades de un hueco se verá atraído y caerá en él (pasando del estado energético correspondiente en la banda de conducción a un hueco en la banda de valencia) aniquilándose ambos de forma que ya no contribuyan a la conducción de corriente, liberando así energía. Este fenómeno se conoce como recombinación. Los procesos de generación térmica de pares (electrón,hueco) y de recombinación de los mismos coexisten.  En la situación de equilibrio termodinámico el número de
generaciones es igual al de recombinaciones, de modo que la concentración global de electrones y huecos permanece constante.
Por lo tanto, en un semiconductor intrínseco los electrones de conducción y los huecos se encuentran siempre en igual número, ya que al romper un enlace covalente se crea un electrón de conducción y un hueco que pueden moverse con independencia uno de otro. Por tanto, sea "n" la concentración de electrones (número de cargas negativas/unidad de volumen) y "p" la concentración de huecos (número de cargas positivas/unidad de volumen), se cumple entonces que:

ni = n = p
donde ni es la concentración intrínseca del semiconductor, función exclusiva de la temperatura y del elemento en cuestión. Los electrones y los huecos reciben el nombre de portadores. La densidad o concentración intrínseca de portadores es muy baja.
Ejemplos de valores de ni a temperatura ambiente (27 °C):
ni(Si) = 1,5 × 1010 cm−3
ni(Ge) = 2,4 × 1010 cm−3

En los semiconductores, ambos tipos de portadores contribuyen al paso de la corriente eléctrica. Si se somete el cristal a una diferencia de potencial se producen dos corrientes eléctricas. Por un lado la debida al movimiento de los electrones libres de la banda de conducción, y por otro, la debida al desplazamiento de los electrones en la banda de valencia, que tenderán a saltar a los huecos próximos, originando una corriente de huecos con 4 capas ideales y en la dirección contraria al campo eléctrico cuya velocidad y magnitud es muy inferior a la de la banda de conducción.

### Semiconductores extrínsecos
Puesto que los semiconductores intrínsecos presentan el mismo número de electrones de conducción que de huecos, no son lo suficientemente flexibles para la mayor parte de las aplicaciones prácticas de los semiconductores. Para aumentar el número de portadores el procedimiento más común consiste en introducir, de forma controlada, una cierta cantidad de átomos de impurezas obteniéndose lo que se denomina semiconductor
extrínseco o semiconductor dopado. En ellos, la conducción de corriente eléctrica tiene lugar preferentemente por uno de los dos tipos de portadores.
Por ejemplo, si a un semiconductor intrínseco de Si o Ge (valencia 4), se le añade un pequeño porcentaje elementos (impurezas) trivalentes o pentavalentes, en el semiconductor extrínseco obtenido las impurezas formarán parte de la estructura cristalina sustituyendo al correspondiente átomo de Si o de Ge.
Cuando el átomo donador o aceptador, cede o admite electrones respectivamente queda cargado positiva / negativamente. Sin embargo, el ión correspondiente tiene su estructura de enlaces completa.  Es una carga fija que no puede contribuir a la conducción de corriente eléctrica.
Por otra parte, el cristal es eléctricamente neutro, es decir, debe haber el mismo número de cargas positivas y negativas 
{\displaystyle N_{aceptadores}^{-}+n=N_{donadores}^{+}+p} (ecuación de neutralidad de carga).

#### Semiconductor tipo N

Estructura de bandas de un semiconductor de tipo N. Los círculos negros representan los electrones en la banda de conducción (naranja), mientras que los blancos serían los huecos en la banda de valencia (azul). La imagen muestra que los electrones son los portadores de carga mayoritarios.

Un semiconductor tipo N se obtiene llevando a cabo un proceso de dopado añadiendo un cierto tipo de átomos al semiconductor que aumentan el número de portadores de carga libres (en este caso negativos o electrones).
Por ejemplo, si a un cristal de Si (valencia atómica de cuatro) le añadimos impureza donante con átomos de 5 electrones de valencia (como el fósforo, arsénico o antimonio), dicho átomo encajará sin mayores dificultades en la red cristalina del Si. Cuatro de sus 5 electrones de valencia completarán la estructura de enlaces, quedando el quinto electrón débilmente ligado al átomo. Por tanto, este electrón se libera con facilidad y puede entonces moverse por la red cristalina, por lo que constituye un portador.  El número de electrones en el material superará ampliamente el número de huecos, y por tanto, los electrones serán los portadores mayoritarios (aunque no exclusivos) y los huecos son los portadores minoritarios. A causa de que los átomos con cinco electrones de valencia tienen un electrón extra que "dar", son llamados átomos donadores. Nótese que cada electrón libre en el semiconductor nunca está lejos de un ion dopante positivo inmóvil, y el material dopado tipo N generalmente tiene una carga eléctrica neta final de cero.
A estos elementos que tienen la propiedad de ceder electrones libres sin crear huecos al mismo tiempo, se les denomina impureza o material donante o donadora' y hacen al semiconductor de tipo n por que a dicha temperatura tenemos muchos más electrones que huecos.
Si un semiconductor intrínseco se dopa con impurezas tipo n, no solo aumenta el número de electrones, sino que además, el número de huecos disminuye por debajo del que tenía el semiconductor intrínseco, ya que el gran número de e- presentes aumenta la velocidad de recombinación de los electrones y los huecos. En efecto, por la ley de acción de masas,  de carácter general que se cumple tanto en semiconductores intrínsecos como extrínsecos, se tiene que:
{\displaystyle p*n=n_{i}^{2}}

#### Semiconductor tipo P

Estructura de bandas de un semiconductor de tipo P. Los círculos negros representan los electrones en la banda de conducción (naranja), mientras que los blancos serían los huecos en la banda de valencia (azul). La imagen muestra que los huecos son los portadores de carga mayoritarios.

Un semiconductor tipo P se obtiene llevando a cabo un proceso de dopado, añadiendo cierto tipo de átomos al semiconductor que aumentar el número de portadores positivos de carga libres (hueco de electrón).
El propósito del dopaje tipo P es el de crear abundancia de huecos. En el caso del silicio, un átomo tetravalente se le añade un átomo con tres electrones de valencia (por ejemplo aluminio, galio, boro o indio), de forma que esos átomos se incorporan a la red cristalina en el lugar de un átomo de silicio, entonces ese átomo tendrá tres enlaces covalentes y un hueco producido que se encontrará en condición de aceptar un electrón libre. El número de huecos en el material superará ampliamente el número de electrones, y por tanto, los huecos serán los portadores mayoritarios (aunque no exclusivos) y los electrones son los portadores minoritarios. 
Este agente dopante es también conocido como material aceptor', impureza aceptadora o simplemente aceptador. 
Los diamantes azules (tipo IIb), que contienen impurezas de boro, son un ejemplo de un semiconductor tipo P que se produce de manera natural.

#### Unión PN
La unión PN consiste en tener un material semiconductor con una zona tipo p junto a una zona tipo n. Suponemos que todas las impurezas están totalmente ionizadas y que los portadores que tenemos en cada una de las zonas provienen de las propias impurezas (no consideramos pares electrón-hueco debido a agitación térmica). Por tanto, en la zona n cada átomo de producirá un electrón libre, quedando, por tanto, el átomo cargado positivamente. Análogamente en la zona p cada átomo de impureza aceptadora dejará un enlace sin completar, con lo que tienden a captar un electrón para satisfacer dicho enlace y, por tanto, tenderá a ceder un hueco. El cristal sigue siendo eléctricamente neutro. 
Como en la zona p existen gran cantidad de huecos se establecerá una corriente difusión de huecos de la zona p hacia la zona n. Análogamente, en la zona n tendremos gran cantidad de e- y esto originará una corriente de difusión de electrones de la zona n hacia la zona p. Estas corrientes de difusión provocan que en las proximidades de la unión se recombinarán electrones y huecos aniquilándose ambos. Así, en las proximidades de la unión aparecerá una zona donde no existirán cargas libres. Esta zona se denomina región de carga espacial, zona de deplexión, zona de vaciado.
Por otro lado los iones originados por la ionización de los átomos de impurezas están fijos en la red y no se pueden mover. Esto limita el proceso de difusión debido a que los iones de las impurezas que están fijos en la estructura cristalina, producen una diferencia de potencial, positiva del lado de la zona n negativa del lado de la zona p que tenderá a frenar la difusión de portadores de una zona a otra. En la zona de carga espacial aparecerá un campo eléctrico (barrera de potencial) que tiende a alejar tanto a los electrones de la zona n como a los huecos de la zona p de la unión. Por tanto, la difusión de portadores seguirá hasta que el campo eléctrico generado en el interior de la zona de carga sea lo suficientemente grande como para impedir el paso de los mismos. Por tanto, toda unión PN que no se encuentre conectada a un circuito exterior permanece bloqueada y en equilibrio electrónico a temperatura constante.
Si polarizamos la unión pn de forma directa (unión PN polarizada en directo), es decir, aplicamos tensión continua poniendo el polo positivo en la región P y el polo negativo a la región N, la tensión de polarización disminuirá la anchura de la zona de carga y disminuirá también la barrera de potencial que aparece en dicha zona. Esta tensión rompe el equilibrio entre las que tienden a producir la difusión de los portadores minoritarios. Para valores pequeños de la tensión de polarización (valores de tensión menores que la barrera de potencial) la circulación de corriente no será apreciable. Esto se debe a que el campo eléctrico que aparece en la zona de carga es más fuerte que el campo exterior aplicado, por lo tanto los portadores mayoritarios no podrán atravesar la zona de carga. A medida que la tensión exterior aplicada aumenta y superamos el valor de la barrera de potencial desbloqueandola, los portadores mayoritarios atravesarán la unión. Los huecos de la zona p se verán arrastrados hacia la zona n y los electrones de la zona n hacia la zona p creándose una corriente grande en el sentido de la zona p hacia la zona n haciendo que la unión sea conductora y con una resistencia eléctrica muy pequeña.
Si polarizamos la unión PN de forma inversa  (unión PN polarizada en inverso), es decir, aplicamos tensión continua poniendo el polo negativo en la zona P y el polo positivo de la tensión en la zona N, lo que hacemos es alejar a los huecos de la zona p y a los electrones de la zona n de la unión. De esta manera, la zona de cargas fijas negativas se extenderá hacia el interior de la zona p y de forma análoga la zona de cargas positivas tenderá a penetrar en la zona n. De esta forma la tensión de polarización aumenta la anchura de la zona de carga y aumenta también la barrera de potencial que aparece en dicha zona. Este aumento de la barrera de potencial continuará hasta que el potencial que aparece en la zona de carga espacial se iguale con la tensión aplicada. La distancia que la zona de carga espacial penetre en cada una de las zonas dependerá del nivel de dopado de las mismas. Cuanto más dopada esté una zona menos se adentrará en la misma la zona de deplexión. Hay que tener
tener en cuenta a los portadores minoritarios (electrones en la zona p y huecos en la zona n provenientes de la formación de pares electrón-hueco debido a la rotura térmica de enlaces). El campo eléctrico aplicado tenderá a llevar a los electrones de la zona p hacia la zona n y a los huecos de la zona n hacia la zona p. Esto supone una corriente resultante que se denomina corriente inversa de saturación o corriente de fugas. Esta corriente depende de la temperatura y no depende de la tensión inversa aplicada.
Por tanto, el comportamiento de la unión PN es asimétrica respecto a la conducción eléctrica; dependiendo del sentido de la conexión se comporta como un buen conductor (polarización directa) o un aislante (polarización inversa). Un diodo semiconductor no es más que un componente electrónico basado esencialmente en una unión PN con terminales conectados a cada lado. Su funcionamiento depende de cómo se aplique el voltaje.

## Crisis de los semiconductores
También conocida como "Armagedón de los microchips" fue el nombre que se le dio al suceso de la escasez de Microchips que se está dando desde el comienzo de la pandemia hasta la actualidad.
Debido al confinamiento obligatorio por parte de la transmisión comunitaria del virus SARS-CoV-2 la población bajo la necesidad de mantener la rutina se vio en la necesidad de adquirir equipamiento tecnológico, suceso que abrumó el rubro de la tecnología aumentando la demanda de componentes de computadora y dando un aumento del 55 % en el mercado global.
Uno de los sectores que fue severamente afectado es el negocio de las tarjetas gráficas debido a que presentaba una demanda sumamente desbordada, ya que en la pandemia se impulsó su consumo de manera disparada al punto de que aún, hoy en día, no se recupera del todo. Este fenómeno se conoce como la minería de criptodivisas..
Y es que la electrónica de consumo no fue la única industria sobre la que ha recaído buena parte del peso de esta crisis. Las compañías de automoción, los fabricantes de electrodomésticos y cualquier otro sector industrial cuya producción dependa en mayor o menor medida de los semiconductores también se están viendo profundamente afectados por la escasez de chips. Por ejemplo, compañías como Toyota o General Motors se han visto obligadas a reducir la producción de coches en algunas fábricas debido al déficit de estos componentes.
Expertos en el tema como Mark Papermaster (director de tecnología y vicepresidente ejecutivo de tecnología e ingeniería de AMD) y Felipe Curcio (Communications Manager para Latinoamérica de Intel) especulan un alivio de la crisis a mediados de 2023 y normalización de la producción para 2024 respectivamente.

## Semiconductores en la informática
Las computadoras personales, los teléfonos inteligentes, los automóviles, los servidores de centros de datos y las consolas de juegos de hoy en día dependen de los semiconductores tanto para las operaciones centrales como para las capacidades avanzadas. Por ejemplo, cuando usamos nuestras computadoras portátiles para reservar unas vacaciones, encontrar una recomendación de restaurante, reproducir una película o acceder al correo electrónico, la unidad de procesamiento central (CPU) y la unidad de procesamiento de gráficos (GPU) basadas en semiconductores de la computadora portátil implementan funciones informáticas que responden preguntas al instante.
Los circuitos integrados (IC) hechos de un material semiconductor (como el silicio) son partes esenciales de los dispositivos electrónicos modernos en las industrias comerciales y de consumo. Estos circuitos deben tener la capacidad de comportarse como un interruptor de encendido/apagado controlado eléctricamente (transistor) para realizar los cálculos lógicos fundamentales en una computadora. Para lograr esta capacidad de conmutación casi instantánea, los circuitos deben construirse con un material semiconductor, una sustancia con una resistencia eléctrica entre la de un conductor y la de un aislante.

## Semiconductores en Argentina
Desde el primer circuito integrado o chip, desarrollado en 1958 hasta la fecha, la evolución de estos dispositivos ha sido muy vertiginosa.
La Empresa “UnitecBlue” fue la responsable de inaugurar la primera planta dedicada a la producción de chips que tienen una producción de mil millones de semiconductores anuales. Gracias a estos avances, científicos de la Universidad Nacional del Sur lograron desarrollar un prototipo científico de una retina electrónica inteligente en una novedosa tecnología de chips denominada 3D.
Estos chips, que pueden aplicarse en micro-cámaras inteligentes, tendrán la capacidad de observar una escena e identificar situaciones para poder resolver estos escenarios de manera eficaz, esto lo explica el Dr. Pedro Julián, profesor e investigador del Departamento de Ingeniería Eléctrica y Computadoras de la Universidad Nacional del Sur e investigador responsable de Tecnópolis del Sur.
Diseñado por el grupo de Microelectrónica de la Universidad Nacional del Sur, el chip de 2,5 mm × 2,5 mm captura imágenes a la vez que las puede procesar a una tasa de miles de cuadros por segundo, mientras que una cámara normal solo captura unos cincuenta cuadros por segundo y no realiza ningún análisis sobre el vídeo capturado.
La tecnología de chips 3D permite literalmente apilar circuitos integrados convencionales, e interconectarlos entre sí. Además, tienen la ventaja adicional de que los chips que constituyen cada uno de los "pisos" del chip 3D, pueden ser de distintas tecnologías especializadas, por ejemplo, para comunicaciones, para memoria, para procesamiento, o para sensores.
Los chips tridimensionales están revolucionando la industria de los semiconductores, dado que los clientes necesitan nuevas maneras de obtener más performance y funcionalidad.